# Fritz Moravec
Pour les articles homonymes, voir Moravec.
Pas d'image ? Cliquez ici
Fritz Moravec, né le 27 avril 1922 à Vienne (Autriche) et mort le 17 mars 1997 dans cette même ville, est un écrivain et alpiniste autrichien.

## Biographie
Ingénieur de formation, il grimpe tout d'abord dans les Alpes orientales (dans le Gesäuse en particulier), pour ensuite réussir de belles ascensions dans les Alpes valaisannes. il s'en ensuite tourné vers l'alpinisme d'expédition.
Il a mené l'expédition autrichienne qui réussit la première ascension du Gasherbrum II dans le Karakoram, avec Josef Larch et Hans Willenpart, le 9 juillet 1956. Il a reçu la même année le prix Karl Renner.

## Ascensions
- Face nord du Breithorn
- Face nord directe du Liskamm
- 1954 - Conquête du Saipal Himal (7 031 mètres), dans l'Himalaya du Népal
- 1955 - Il dirige une expédition au Rwenzori
- 1956 - Il encadre l'ascension du Gasherbrum II. Succès le 7 juillet
- 1959 - Il organise la tentative d'ascension de l'arête nord-est du Dhaulagiri, qui échoue à 7 800 mètres

## Ouvrages
- Weiße Berge - schwarze Menschen, Österreichischer Bundesverlag, 1958
- Dhaulagiri - Berg ohne Gnade, Österreichischer Bundesverlag, 1960
- Gefahren und Gefährten: Abenteuer auf Spitzbergen, Österreichischer Bundesverlag, 1961